# マリアヴァン解析
マリアヴァン解析（マリアヴァンかいせき）とは、確率解析学において伊藤解析と並ぶもう１つの解析方法である。
マリアヴァン解析は、ヘルマンダー条件が確率微分方程式の解に対する密度の存在と滑らかさの十分条件であることの証明に貢献したポール・マリアヴァンにちなんで名付けられた。ヘルマンダー自身による証明は偏微分方程式の理論に拠った。マリアヴァン解析は確率偏微分方程式にも応用可能である。

## 概要および沿革
マリアヴァンは、マリアヴァン解析を導入し、ヘルマンダー条件が確率微分方程式の解の密度の存在の十分条件であることに確率論に基づいた証明を与えた。ヘルマンダー自身による証明は偏微分方程式の理論に拠った。 マリアヴァン解析を用いることで、マリアヴァンは解の密度に対する正則性の限界を証明することができた。  マリアヴァン解析には確率偏微分方程式が応用されている。 

## 不変性原理
実数全体の上での通常のルベーグ積分の不変性原理は、すなわち任意の実数εと可積分関数fに関して、次が成り立つことを意味する。 
{\displaystyle \int _{-\infty }^{\infty }f(x)\,d\lambda (x)=\int _{-\infty }^{\infty }f(x+\varepsilon )\,d\lambda (x)} したがって、 {\displaystyle \int _{-\infty }^{\infty }f'(x)\,d\lambda (x)=0.}
ここから、f=ghとすると、次が成り立つため、部分積分の公式が示される。
{\displaystyle 0=\int _{-\infty }^{\infty }f'\,d\lambda =\int _{-\infty }^{\infty }(gh)'\,d\lambda =\int _{-\infty }^{\infty }gh'\,d\lambda +\int _{-\infty }^{\infty }g'h\,d\lambda .}
同様の考えは、Cameron-Martin-Girsanovの方向に沿った確率解析において応用することができる。実際に、 {\displaystyle h_{s}}を二乗可積分である予測可能な過程であるとし、以下を仮定する。
{\displaystyle \varphi (t)=\int _{0}^{t}h_{s}\,ds.}
{\displaystyle X}が ウィーナー過程であるならば、Girsanovの定理により次の不変原理のアナロジーが得られる。
{\displaystyle E(F(X+\varepsilon \varphi ))=E\left[F(X)\exp \left(\varepsilon \int _{0}^{1}h_{s}\,dX_{s}-{\frac {1}{2}}\varepsilon ^{2}\int _{0}^{1}h_{s}^{2}\,ds\right)\right].}
εに関して両側で微分し、ε=0で評価すると、次の部分積分の公式を得る。
{\displaystyle E(\langle DF(X),\varphi \rangle )=E{\Bigl [}F(X)\int _{0}^{1}h_{s}\,dX_{s}{\Bigr ]}.}
ここで、左辺は、 方向 {\displaystyle \varphi }での確率変数 {\displaystyle F}の マリアヴァン微分であり、右辺に出てくる積分は伊藤積分であると解釈される。 

## Clark-Oconeの公式
マリアヴァン解析から得られるもっとも有用な結果の一つは、マルチンゲールの表現定理における過程が明示的に識別可能になるClark-Oconeの公式である。この定理の単純化したものが以下になる。
{\displaystyle E(F(X)^{2})<\infty }を満たし、リプシッツ連続であり、強い導関数の核を持つ{\displaystyle F:C[0,1]\to \mathbb {R} }に対して、すなわち、'C[0,1]の{\displaystyle \varphi }に対し
{\displaystyle \lim _{\varepsilon \to 0}(1/\varepsilon )(F(X+\varepsilon \varphi )-F(X))=\int _{0}^{1}F'(X,dt)\varphi (t)\ \mathrm {a.e.} \ X}
であり
{\displaystyle F(X)=E(F(X))+\int _{0}^{1}H_{t}\,dX_{t}}となるとき、
ここでHはF'(x, (t,1])の予測可能な射影であり、これは、変域の一部(t,1]上の過程Xの適切な平行移動に関して、関数Fの導関数とみなせる。
これは以下のようにより簡潔に表せることがある。
{\displaystyle F(X)=E(F(X))+\int _{0}^{1}E(D_{t}F|{\mathcal {F}}_{t})\,dX_{t}.}

## 応用
マリアヴァン解析では、 確率変数による部分積分が可能である 。この操作は、 デリバティブの感応度を計算するのに数学ファイナンスで用いられる。 マリアヴァン解析は、例えば確率的フィルタリングにおいて用途を有する。 